# Грунен, Джеки
Джеки Ноэль Грунен (нидерл. Jackie Noelle Groenen; род. 17 декабря 1994, Тилбург, Северный Брабант) — нидерландская футболистка, полузащитник женской команды «Пари Сен-Жермен» и сборной Нидерландов. До 17 лет профессионально занималась дзюдо.

## Карьера
Заниматься футболом начала в команде «Род-Вит» из Велдховена вместе со своей сестрой Мерель.
В 2011 году, также вместе с сестрой, переехала в Германию, продолжив карьеру в клубе «Эссен-Шёнебек». 30 января 2011 года дебютировала за команду в матче кубка Германии против «Турбине».
В том же году перешла в «Дуйсбург 2001», за который выступала до 2013 года, когда клуб был расформирован.
В начале 2014 года подписала контракт с лондонским «Челси».
В июне 2015 года перешла во «Франкфурт».
В мае 2019 года стала игроком женской команды «Манчестер Юнайтед».
15 сентября 2022 года было объявлено, что Грунен подпишет трёхлетний контракт с французским клубом «Пари Сен-Жермен».

## Сборная
На юношеском уровне играла за сборную Нидерландов, после чего предприняла попытку сменить футбольное гражданство и начать выступления за Бельгию, которая была заблокирована FIFA. Позднее вновь изъявила желание выступать за команду Нидерландов.
В январе 2016 года впервые получила приглашение на сбор главной национальной команды в Турции.
На мировом первенстве 2019 года, который проходил в июне во Франции, Джеки в четвертьфинале против сборной Швеции в дополнительное время на 99-й минуте забила гол, который позволил команде одержать победу 1:0 и выйти в финал.

## Достижения

### «Пари Сен-Жермен»
- Обладательница Кубка Франции: 2023/24

### Сборная
Нидерланды:
- Победительница чемпионата Европы: 2017

## Личная жизнь
Училась на юридическом факультете университета Тилбурга.

### Дзюдо
В 2007, 2008 и 2009 году выигрывала чемпионат Нидерландов по дзюдо среди девочек до 15 лет в весовой категории до 32 кг.
В 2010 году выиграла чемпионат в возрастной категории до 17 лет, а также бронзовую медаль на чемпионате Европы в Теплице.
В феврале 2011 года выиграла чемпионат Нидерландов среди девушек до 20 лет в весовой категории до 44 кг.
Карьеру дзюдоистки завершила в 17 лет после того, как получила травму бедра перед одним из матчей за «Дуйсбург».